# 984 Gretia
984 Gretia, asteroid glavnog pojasa. Otkrio ga je Karl Wilhelm Reinmuth, 27. kolovoza 1922.

## Vanjske poveznice
- Minor Planet Center